# Leokadia z Toledo

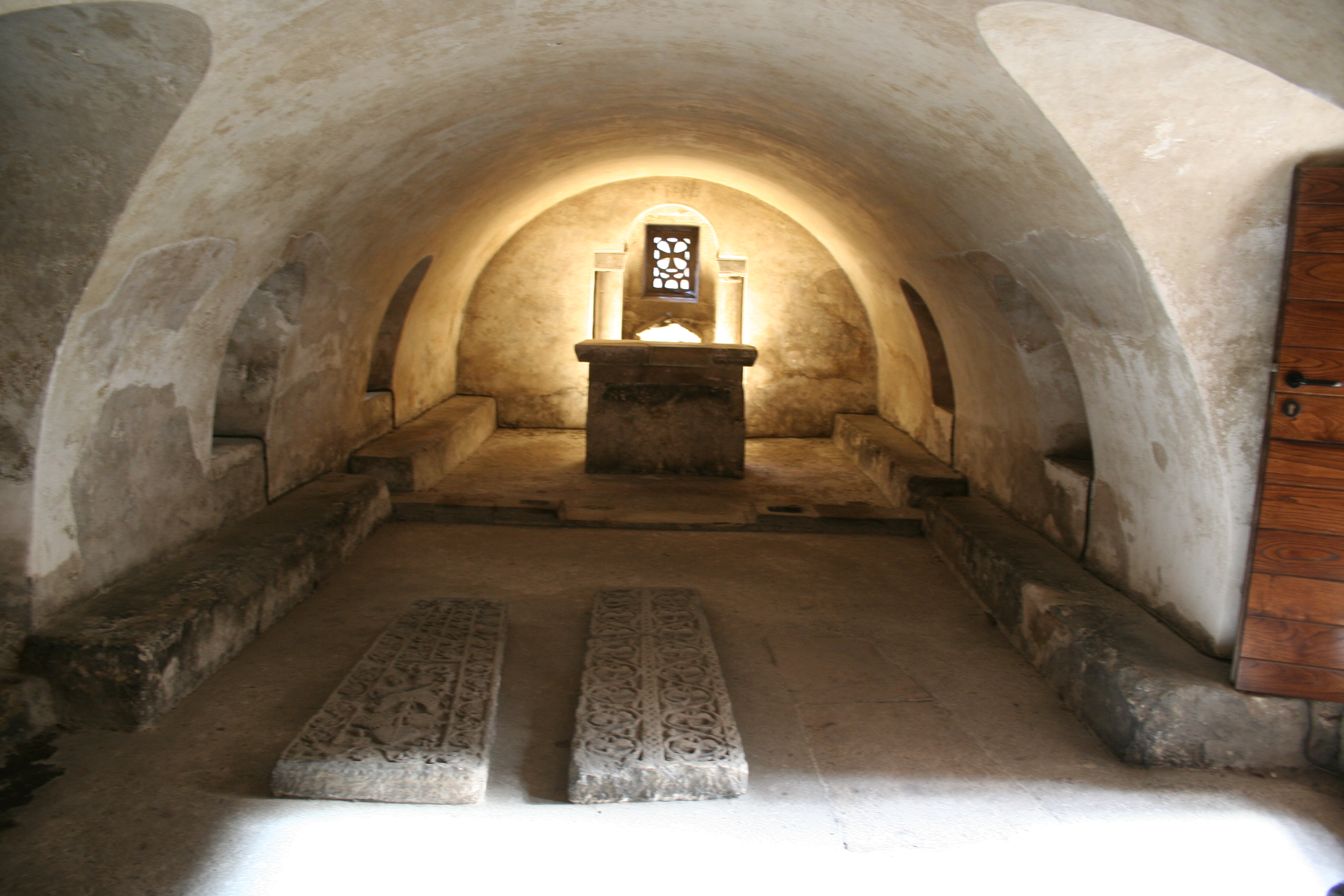
Krypta św. Leokadii w Oviedo.

Leokadia z Toledo (zm. 9 grudnia 304 ) – dziewica i męczennica, święta Kościoła katolickiego.

## Żywot
Zgodnie z Martyrologium Rzymskim Leokadia była chrześcijanką z Toledo. W czasach panowania cesarza Dioklecjana, miejscowy legat Dacjan, rozkazał uwięzić wszystkich, którzy wyznawali wiarę w Chrystusa. Wśród nich była Leokadia. Legat próbował skłonić ją do wyrzeczenia się wiary, najpierw pochlebstwami i obietnicami, później natomiast groźbami. Na skutek odmowy, została wtrącona do więzienia, torturowana i bita. Zmarła z wycieńczenia w 304 roku.

## Kult świętej
Św. Leokadia jest patronką całej Hiszpanii, a w szczególności Toledo. Jej wspomnienie liturgiczne obchodzone jest 9 grudnia.
Atrybutami są palma męczeństwa i wieża.
Relikwie i sanktuaria
Na grobie św. Leokadii św. Helladiusz, metropolita Toledo, nakazał wybudować bazylikę. W VII wieku kult świętej przeżywał rozkwit. W świątyni tej odbywały się bowiem synody (w latach: 633, 636, 638 i 694), które również miały wpływ na kult Leokadii.

9 grudnia mieszkańcy miasta i okolic, w tym król i prymas, przybywali do sanktuarium. Otwierano wówczas grób, na którym uroczyście przemawiał arcybiskup Toledo.
Szczególną pamiątką po Leokadii, obdarzaną przez wiernych czcią, był jej welon. W VIII wieku najazd Arabów zmusił władze kościelne do przeniesienia relikwii do Oviedo, gdzie również wzniesiono kościół ku czci męczennicy. W IX wieku relikwie trafiły do Saint-Ghislain na terenie współczesnej Belgii. W okresie reformacji relikwie opuściły objętą falą protestantyzmu Belgię, aby wrócić do Toledo, gdzie znajdują się do dziś w miejscowej katedrze (hiszp. Catedral de Santa María de Toledo).